# Melitón Pérez
Melitón Pérez és el nom d'una sèrie de còmic d'humor, dibuixat per Benejam (1890-1975) i aparegut a la revista TBO des del seu número 963, publicat el 26 de novembre de 1935, sent una de les primeres sèries fixes publicades a Espanya i es va perllongar fins a la tercera època de la col·lecció, al seu número 660, de 19 de juny de 1970, publicant posteriorment reedicions d'historietes ja publicades.
La sèrie, que oscil·la entre el costumisme i l'absurd, es desenvolupa en episodis de poques vinyetes, gairebé sempre mudes, a través de les quals es desenvolupa un gag narrat de manera concisa i brillant. En molts aspectes (incloent l'aparença del personatge protagonista), Melitón Pérez s'assembla a l'exitosa sèrie sueca Adamson d'Oscar Jacobsson (1889-1945).
La sèrie va comptar amb diversos guionistes, entre ells Carles Bech i el mateix Benejam, que va signar sempre els dibuixos.

## Personatge
En Meliton Pérez és un dels personatges més entranyables que Benejam crea en la seva tasca al TBO i que adquirí periodicitat, de manera que es convertí gairebé en una secció fixa. A diferència d'altres tires posteriors com Eustaquio Morcillon o La família Ulisses, en Melitón Pérez fou sempre una tira còmica en el sentit més clàssic. Quasi sempre foren quatre vinyetes (només en alguns casos foren tres) i la seva disposició fou tant en doble fila de dues com en una sola fila de quatre però la disposició arquetípica fou la que situava les quatre vinyetes en columna, una sobre l'altra. Una altra característica és l'austeritat del text. En molts casos eren gairebé vinyetes mudes i amb pocs personatges acompanyant el protagonista. Es podria dir que en Meliton Pérez era un "gag" visual resolt de manera intuitiva i quasi màgica. Una historieta de quatre vinyetes és bona o no és res i en Meliton era bona. La mirada del lector podia gairebé d'una ullada recórrer les quatre vinyetes. Per tant, l'efecte de sorpresa o complicitat per la resolució de la historieta havia de ser destacat, no podia ser vanal ni tebi.
El personatge és un home baixet i polit que té una imatge realment conservadora de la vida i dels costums, com mostra la seva indumentària amb vestit jaqueta i barret. Solem trobar-lo passejant o en la intimitat de la llar. Sovint s'ha d'enfrontar a situacions en què ell aporta la seva solució enginyosa i personal, sigui penjant un quadre a la paret o intentant salvar una persona que s'ofega, tot i que no sempre obté l'èxit que desitjaria. Sovint la seva actuació és un reflex de la mala sort i del comportament maldestre. Malgrat la seva permanent expressió esquerpa, mai actua amb malícia i només s'arriba a enfurismar quan perd la paciència, tot i que mai actua amb violència.
D'altra banda, la fesomia del personatge anà evolucionant des d'unes primeres cares amb poca personalitat fins un personatge reconeixible al primer cop d'ull. Uns lleugers i encertats canvis en la grandària i la forma del nas, la disposició dels tres cabells i l'arquejament de les celles acabaren donant un personatge rodó i brillant des del punt de vista del dibuix.